# Косіор Володимир Вікентійович
Владислав (Володимир) Вікентійович Косіор (також Коссіор; 8 серпня 1891, місто Венгрув Седлецької губернії Варшавського воєводства — розстріляний 30 березня 1938) — російський революціонер, партійний діяч, член Революційної військової Ради 12-ї армії, редактор газети «Труд». Член ЦК КП(б)У в березні — квітні 1920 р.

## Біографія
Владислав Косіор, більш відомий як Володимир, народився у місті Венгрув Седлецької губернії Варшавського воєводства в селянській родині. У його батька, Вікентія Яновича Косіора, крім Владислава, було чотири сини — Станіслав (1889—1939), Йосип (1893—1937), Казимир (1896—1938), Михайло (1893—1937) та дочка Софія. У 1897 році родина переселилася в Донбас, у місто Сулін (тепер місто Красний Сулін, Ростовської області).
У 12 років Владислав був прийнятий кур'єром в контору Сулінського металургійного заводу. Брав активну участь у подіях першої російської революції.
У 1906 році першим з братів став членом сулінської організації РСДРП. Вів революційну роботу в Донбасі, Харкові, Києві, Петрограді, Москві. Брав участь у двох економічних та в одному політичному страйках, в 15—20 підпільних гуртках, неодноразово заарештовувався і в цілому провів у в'язниці близько п'яти років, на засланні — 2 роки 6 місяців. Вперше був затриманий поліцією в грудні 1906 році у місті Суліні за поширення прокламацій Новочеркаського комітету РСДРП «До всіх громадян», яка закликала до повалення царського самодержавства.
Член РСДРП(б) з 1917 року. Після Лютневої революції 1917 року був членом Петроградського комітету РСДРП(б). У 1919 році — інструктор Московського союзу металістів, потім секретар ЦК союзу металістів.
У 1919 році знаходився на політичній роботі у Латиській стрілецькій дивізії. У 1920 році був членом Революційного військової Ради (РВР) 12-ї армії та заступником начальника політичного відділу 14-ї армії РСЧА.
У 1920—1922 роках — член президії ВЦРПС, один з керівників Всеукраїнської ради профспілок. У 1921 році був членом групи «демократичного централізму». У 1921 році обирався членом ВЦВК.
У 1922—1924 роках — головний редактор газети «Труд», член президії Центрального інституту праці.
Делегат VIII (1919), IX (1920), XI (1922), XII (1923) з'їздів комуністичної партії.
З 1923 року належав до лівої опозиції, підписав «Заяву 46-ти». За приналежність до опозиції був відсторонений від редагування газети «Труд». 
У 1925—1926 роках — представник Зовнішторгбанку СРСР в Парижі.
У травні 1928 року за приналежність до опозиції був виключений з партії і висланий в Автономну республіку німців Поволжя, в місто Покровськ (тепер — Енгельс). Продовжував боротьбу і на засланні, за що був засуджений спочатку на три роки політичного ізолятора, а потім на п'ять років заслання в Сибір. Проживав у Мінусінську Красноярського краю. 
10 липня 1936 року був засуджений Особливою нарадою НКВС СРСР до 5 років виправно-трудових таборів. 
Покарання відбував у Ухтинсько-Печорському таборі НКВС (у Воркуті), де, зокрема, брав участь у голодуванні політв'язнів. Заарештований 10 грудня 1937 року, а 11 січня 1938 року засуджений трійкою при Управлінні НКВС Архангельської області за статтею 58-10 КК РРФСР до вищої міри покарання. 
Разом з іншими опозиціонерами був розстріляний 30 березня 1938 року і похований на руднику «Воркута».